# Аннулирование (психология)
Аннули́рование (возмеще́ние) — психологический процесс, относимый к механизмам психологической защиты, заключающийся в бессознательной попытке уравновесить некое чувство (обычно вину или стыд) с помощью отношения или поведения, которое «магическим образом» уничтожает это чувство.

## Описание
Типичный пример проявления этой защиты — подарок, сделанный после нанесения обиды. В данном случае имеются в виду только те случаи, когда связь между желанием сделать подарок и нанесённой обидой не осознаётся. Однако если мотивация вполне осознанна и целью подарка является искупление своей вины, это уже не аннулирование.
Во многих случаях религиозные практики содержат элемент аннулирования. Люди далеко не всегда молятся ради искупления грехов осознанно — часто это борьба с каким-то подспудным (скрытым) чувством вины, в котором человек не отдаёт себе отчёта, но которое эффективно мотивирует его деятельность. Тот же аспект можно встретить и во многих других «бытовых» ритуалах: уборке в доме, перешагивании через трещины и др. Выполнение подобных ритуалов часто может быть направлено на борьбу с чувством вины за пришедшие в голову мысли или испытанные чувства. Тут можно видеть тесную связь аннулирования с более примитивной защитой — всемогущим контролем: во-первых, человеку кажется, что то, какие мысли и чувства он испытывает, зависит от него, а во-вторых, ему кажется, что его мысли и чувства равнозначны его поступкам и имеют такое же влияние на внешний мир.
Чувство вины, с которым борется аннулирование, может быть очень сильным, в результате чего вся жизнь человека может оказаться под влиянием процесса возмещения. Человек, однажды случайно совершивший преступление, которое не может себе простить, бывает, всю жизнь «возмещает ущерб» обществу.

## Связь с характеристиками личности
Как уже упоминалось, аннулирование может быть одним из компонентов «бытовых ритуалов», направленных на снижение уровня тревоги. Когда потребность «возмещать ущерб» от собственных мыслей и чувств становится организующей всю личность потребностью, такую личность обычно классифицируют как компульсивную: её ритуалы становятся крайне навязчивыми и значимыми.